# ОШ „Прота Матеја Ненадовић” ИО Јошева
ОШ „Прота Матеја Ненадовић” ИО Јошева је издвојено одељење школе у Бранковини, удаљено 26 км од матичне школе.

## Историјат
Прва школа у Јошеви отворена је 1941. године, у кући Сретена Матића, а прве ђаке, њих 42-оје, учила је учитељица Милена Вишић. Касније школа је пресељена у кућу Милоша Андрића, затим у кућу Миломира Ралетића, а велики број ђака захтевао је ангажовање два учитеља, Станислава Старчевић и Мирка Раковић. Велики број ђака био је из фамилије Андрић који су због тога поклонили део земљишта за изградњу нове школе.
На плацу Велисава Андрића, 1945. године, почела је изградња школе, па све до 1947. године када је и почела са радом. Мештани сами донирају изградњу школе, коју је, по отварању, похађало 35 ученика које је учио Сима Ожеговић.

## Школа данас
Школа у Јошеви је реновирана 2005. године уз донацију СО Ваљево, која и до данас наставља са радом. У децембру 2011. године школа је се због старе електричне инсталације запалила. У последњих неколико година је поново комплетно реновирана. У згради се налази учионица, канцеларија, мокри чвор и стан за просветне раднике.
Ученици радо учествују у свим активностима које се одржавају како у школи тако и ван школе (на манифестацијама, саборима, фестивалима, конкурсима...). Од 2011. године у школи у Јошеви отворена је предшколска група.